# Református templom (Gomba)
Gomba falu református temploma a falu közepén áll (Kossuth tér 1.). Műemlék; törzsszáma: 7030, KÖH azonosító száma 7043.

## Története
Miután a falu teljes lakossága református hitre tért át, a régi katolikus templomot (az úgynevezett rácz-templomot) a reformátusok 1600 körül elfoglalták. Parókiát 1636-ban építettek, lelkészséget 1642-ben alakítottak — a lelkész Bogdány Mihály volt. Miután a templom (ismeretlen okból) összedőlt, a Bárczay-kastély melletti parókia telkén építettek újat fából, és ebbe beépítették a régi templom 1424-ben készült, dátumozott mestergerendáját. A fatemplom még abban az évszázadban tönkrement, és 1700-ban Tury Pál prédikátorsága alatti új templomot emeltek „fából és sárbul”. 
Mária Terézia az 1770-es évek közepén engedélyezte új templom építését a református egyháznak. A terveket Jung József és Haber József készítette. Az építkezést 1774-ben kezdték el. A templomot 1776. október 8-án használatba vették, de tornya csak 1778-ra épült meg. Az 1424-es évszámmal ellátott régi mestergerendát a falu tanácstermében állították ki.
Az épület nem bizonyult elég stabilnak, ezért boltozatát idővel külső támpillérekkel, majd vonóvasazással kellett megerősíteni.
1904-ben a tornyot igényes hagymasisakkal fedték le. Legutóbb 2005–2006-ban újították fel.

## Az épület
Egyhajós, nem keletelt, késő barokk épület; nyugaton egyenesen záródik. Kapujához, ami a főhomlokzat közepén nyílik, lépcsős feljáró vezet.
A homlokzat elé épített kétszakaszos torony földszinti részén nyílik a félkörívvel záródó, kőkeretes kapu, sarkain volutával és guttával, felette egy szegmensíves, könyöklőpárkányos ablak. Az egyenes ívű oromzat homlokzati részét egy fektetett ovális ablak töri meg. Az oromzat előtt emelkedik a torony felső része, négy oldalán félköríves, kőkeretes ablakkal. A tornyot tört vonalú hagymasisak zárja le, alatta óraíves párkányzat órával.
Két oldalfalát öt-öt támpillér osztja négy-négy szakaszra, az egyes szakaszokban szegmensíves, keretelt, könyöklőpárkányos ablakokkal.
Kívül fehérre festett. Nyeregtető fedi. Jobb oldalához féltetős épületrész csatlakozik szegmensíves ajtóval.

## Berendezése
A copf stílusú bútorzat: padok, oltárasztal, szószék a 18. század végén készült.

## Környezete
Körülkerített, a kerítés kapuja az utca felől nyílik. Kertje szépen rendezett, díszvilágítása megfelelő. Az épület előtt a parkolás ingyenes.

## Jelenlegi használata
Rendszeresen, rendeltetésszerűen használt templom. Esküvőket egész évben tartanak.